# Julius Herburger
Julius Herburger (* 25. Mai 1900 in Ravensburg; † 2. September 1973 ebenda) war ein deutscher Maler und Grafiker, Mitglied des Künstlerbundes Berlin und des Deutschen Künstlerbundes, sowie Gründungsmitglied der Sezession Oberschwaben-Bodensee.

## Leben und Werk
Herburger studierte von 1919 bis 1927 an der Akademie der Bildenden Künste Stuttgart bei den Professoren Heinrich Altherr und Christian Landenberger. Als jüngstes Mitglied des Künstlerbundes Berlin wurden seine Bilder in Berlin, Essen, München, Stuttgart und Wien ausgestellt. In den 1920er Jahren hatte er mehrere Ausstellungen im württembergischen Raum. Bei seiner Studienreise 1926 mit Willi Baumeister nach Paris begegnete er Fernand Léger, Le Corbusier und Piet Mondrian. 1928 nahm er das erste Mal an der Stuttgarter Sezession teil und erhielt den Preis der Stadt Stuttgart. 1937 wurde seine „Bodensee-Landschaft“ von den Nazis aus dem Ulmer Museum entfernt. Auch das Wandgemälde „Die Freunde“ von 1928 (im Albert-Einstein-Gymnasium Ravensburg) wurde überstrichen, weil er sich weigerte, den Freunden Hakenkreuzfähnchen in die Hände zu malen. Das Wandbild wurde in den 1980er Jahren wieder freigelegt und kann zu den üblichen Schulzeiten besichtigt werden. 1939 wurde er zum Kriegsdienst im Zweiten Weltkrieg einberufen. Die Sezession Oberschwaben-Bodensee wurde 1946 von ihm mitbegründet. 1952 wurde er Jurymitglied der Stuttgarter Sezession und Vorstandsmitglied des Kunstvereins Oberschwaben.
Die meisten seiner vielen Landschaftsmotive entstanden in Langenargen am Bodensee. Zwei große Ölbilder im Museum Langenargen zeugen davon. Durch die Ereignisse im so genannten Dritten Reich war Herburger sehr verbittert. Bei einer Auseinandersetzung mit einem Auftraggeber über den vorgesehenen Lieferzeitpunkt belehrte er den Caféhausbesitzer: „Sie können auf Befehl zu jederzeit Torten herstellen, bei Kunstwerken geht das aber nicht!!“ (Quelle: L. Krafft, bei diesem Gespräch anwesend)
Kunsthistorisch ist Julius Herburger der Verschollenen Generation und dem Expressiven Realismus zuzurechnen.

## Ehrungen
- 1972: Verdienstkreuz 1. Klasse der Bundesrepublik Deutschland